# Enzo Cerusico
Enzo Cerusico (Roma, 22 ottobre 1937 – Roma, 26 novembre 1991) è stato un attore e cantante italiano.

## Biografia
Enzo Cerusico nacque nel quartiere San Lorenzo a Roma il 22 ottobre del 1937, da Umbertina Lulli e da Fernando Cerusico, secondo di tre figli (oltre lui, il fratello più grande Nazareno, la sorella più piccola Vanda). Enzo crebbe a piazza Bologna, dove nacquero anche le sue due figlie, Brunella e Monica. Da Monica nacquero Manuele e i gemelli Chiara e Riccardo, mentre da Brunella e dal marito Roberto Frontoni (primogenito della storica famiglia di pizzaioli e fornai romani) nacquero Umberto, Nicole e Daniele.

### Gli esordi come attore bambino
Figlio d'arte (il padre Fernando era un direttore di produzione e organizzatore nell'industria cinematografica), Enzo Cerusico dal 1948 al 1953 ebbe un'intensa esperienza di attore bambino, partecipando a ben 11 film. L'esordio avvenne a soli 10 anni, interpretando la parte dello studente Nelli a fianco di Vittorio De Sica nel film Cuore (1948), diretto da Duilio Coletti. Seguirono altre interpretazioni di ragazzini in film di genere degli anni cinquanta, spesso in ruoli "patriottici", o come protagonista in un cast di ragazzi ne Gli angeli del quartiere (1952). La sua più notevole interpretazione come attore bambino rimane quella del Tamburino sardo nel film Altri tempi - Zibaldone n. 1 (1952), diretto da Alessandro Blasetti.

### I successi in teatro e la "scoperta dell'America"
Nel 1957, dopo aver studiato recitazione con Alessandro Fersen, proseguì la sua carriera cinematografica interpretando ruoli sempre meno secondari. Nel 1959 fece parte del gruppo di paparazzi ne La dolce vita di Federico Fellini. Successivamente iniziò a lavorare nel teatro, dove si distinse con interpretazioni in opere quali Gente Magnifica e Il male del gelato e, soprattutto, nella commedia musicale Meo Patacca, andata in scena nel 1967 al Teatro Sistina di Roma.
Grazie al successo di questo spettacolo, Cerusico venne notato da due funzionari della rete televisiva americana NBC, che gli offrirono una scrittura. Si trasferì quindi in California, dove nel 1968 interpretò il personaggio di Tony Novello in un episodio dello spettacolo televisivo The Danny Thomas Hour. La sua interpretazione ebbe un tale impatto, che il personaggio divenne co-protagonista, insieme al criminologo professor Woodruff (interpretato da James Whitmore), di una serie di telefilm intitolata Tony e il professore (My Friend Tony). Nonostante l'originalità della sceneggiatura (Tony è uno "sciuscià", incontrato dal professore in Italia durante la guerra, e da lui allevato negli USA), la serie fu interrotta dopo solo 16 episodi.

### Il ritorno in Italia e i nuovi successi
Fu proprio il personaggio di Tony, i cui telefilm verranno mandati in onda dalla Rai nel 1972, a portare Enzo Cerusico alla notorietà in Italia. In precedenza era apparso in alcuni sceneggiati televisivi, tra cui David Copperfield, diretto nel 1965 da Anton Giulio Majano, e Il Circolo Pickwick, diretto da Ugo Gregoretti, ma sempre in parti di secondo piano.
Gli anni settanta furono per lui ricchi di lavoro e di soddisfazioni professionali, con l'interpretazione da protagonista dello sceneggiato Un'estate, un inverno, diretto nel 1971 da Mario Caiano, tratto dall'omonimo libro di Luigi Malerba. Nello stesso anno fu protagonista de Il Tram, episodio della serie di telefilm La porta sul buio, per la regia di Dario Argento. Questo telefilm, nato da una sequenza del film L'uccello dalle piume di cristallo tagliata in fase di montaggio, dimostrò la capacità di Cerusico di interpretare anche ruoli drammatici.
Nel 1970 Enzo Cerusico, da poco rientrato dagli Stati Uniti, fu scritturato da Carlo Molfese per inaugurare il Teatro Sancarlino di Roma nello spettacolo I Rugantini, scritto da Massimo Franciosa, con le musiche di Manuel De Sica, nel quale Enzo interpretava i molti "rugantini" della storia: Cola Di Rienzo, Giordano Bruno, Pasquino e altri. Al suo fianco debuttava per la prima volta un giovanissimo Claudio Baglioni.
Sempre per la regia di Dario Argento, nel 1973 Cerusico interpretò a fianco di Adriano Celentano il film Le cinque giornate, rappresentazione alquanto originale della famosa rivolta milanese. Nello stesso anno pubblicò come cantante un 45 giri con le canzoni Er meno, scritta da Marcello Ciorciolini e Piero Pintucci, e Finimo qui, di Vittorio Ferri (padre della cantante Gabriella Ferri) e di Alfredo Avantifiori); il disco è stampato dalla RCA Italiana.
Nel 1975 recitò a fianco di Alain Delon nel film Zorro, interpretando Bernardo, il fido assistente muto dell'eroe. La pellicola si rivelò campione d'incassi in Italia e un grande successo in Europa e in Cina.
Nel 1978 interpretò con successo il personaggio di Vincenzo Peruggia nello sceneggiato televisivo Il furto della Gioconda, diretto da Renato Castellani, e condusse Uffa, domani è lunedì su Rai 1. La notorietà acquisita oltreoceano gli valse la partecipazione in ruoli di rilievo nei film di produzione statunitense Magic Carpet, diretto da William A. Graham nel 1972, e Don't Push, I'll Charge When I'm Ready, diretto da Nathaniel Lande nel 1977.
Oltre all'attività teatrale e cinematografica, Cerusico lavorò con successo in programmi radiofonici (era una presenza quasi costante a Gran varietà). Nel 1972 scrisse la sceneggiatura della versione cinematografica di Meo Patacca, che fu interpretata da Gigi Proietti con la regia di Marcello Ciorciolini. Per tutto il mese di gennaio 1972 fu il conduttore di "Voi ed Io", la trasmissione radiofonica del mattino in onda sul Programma Nazionale (oggi Radio 1), dalle 9,15 alle 11,30 dal lunedì al sabato. Nell'estate 1973 presentò sul Secondo Programma (oggi Radio 2) la trasmissione satirica "Er meno", con monologhi, scenette varie e altro, il pomeriggio dalle 15,00 alle 15,30 (la sigla era un brano cantato dallo stesso Cerusico, con lo stesso titolo del programma pubblicato a 45 giri).

### Gli anni '80 e la prematura scomparsa
Nel 1982 interpretò il personaggio di Muzio nello sceneggiato Verdi, diretto da Renato Castellani. Nel 1984 apparve nel film Uno scugnizzo a New York, diretto da Mariano Laurenti, con protagonista Nino D'Angelo. Proprio in questo periodo la sua salute cominciò a declinare, costringendolo a diradare gli impegni. Interpretò ancora il personaggio di Oguest nello sceneggiato L'isola del tesoro, diretto da Antonio Margheriti nel 1986, e nello stesso anno la serie di telefilm L'uomo che parla ai cavalli, diretta da Raffaele Meloni. L'ultima apparizione televisiva fu come conduttore del programma per ragazzi (Non) entrate in questa casa, con Marina Viro, trasmissione poi sostituita da La tv degli animali, con Armando Traverso e la stessa Marina Viro.
L'uomo che parla ai cavalli resta la sua ultima interpretazione attoriale, prima che un tumore al midollo spinale ponesse fine alla sua vita nel 1991, all'età di 54 anni. Nonostante la sua notorietà, Enzo Cerusico fu sempre molto riservato sulla sua vita privata, di cui i settimanali non ebbero quasi mai modo di occuparsi.

## Filmografia

### Cinema
- Cuore, regia di Duilio Coletti (1948)
- Piume al vento, regia di Ugo Amadoro (1951)
- Lebbra bianca, regia di Enzo Trapani (1951)
- I due derelitti, regia di Flavio Calzavara (1951)
- Viva il cinema!, regia di Giorgio Baldaccini e Enzo Trapani (1952)
- Camicie rosse (Anita Garibaldi), regia di Goffredo Alessandrini (1952)
- Altri tempi - Zibaldone n. 1, regia di Alessandro Blasetti, episodio Il tamburino Sardo (1952)
- Gli angeli del quartiere, regia di Carlo Borghesio (1952)
- La figlia del diavolo, regia di Primo Zeglio (1952)
- Una croce senza nome, regia di Tullio Covaz (1952)
- Non è mai troppo tardi, regia di Filippo Walter Ratti (1953)
- Guendalina, regia di Alberto Lattuada (1957)
- Il mattatore, regia di Dino Risi (1960)
- Il gobbo, regia di Carlo Lizzani (1960)
- La dolce vita, regia di Federico Fellini (1960)
- La regina delle Amazzoni, regia di Vittorio Sala (1960)
- Fantasmi a Roma, regia di Antonio Pietrangeli (1961)
- Pugni pupe e marinai, regia di Daniele D'Anza (1961)
- Tiro al piccione, regia di Giuliano Montaldo (1961)
- Romolo e Remo, regia di Sergio Corbucci (1961)
- Cronache del '22, regia di Guidarino Guidi, episodio Giorno di paga (1961)
- Cartouche, regia di Philippe de Broca (1962)
- Duello nella Sila, regia di Umberto Lenzi (1962)
- Ercole sfida Sansone, regia di Pietro Francisci (1963)
- La vita provvisoria, regia di Vincenzo Gamna (1963)
- Extraconiugale, regia di Massimo Franciosa, episodio La doccia (1964)
- Una storia di notte, regia di Luigi Petrini (1964)
- Sei donne per l'assassino, regia di Mario Bava (1964)
- Io, io, io... e gli altri, regia di Alessandro Blasetti (1965)
- Mondo pazzo... gente matta!, regia di Renato Polselli (1966)

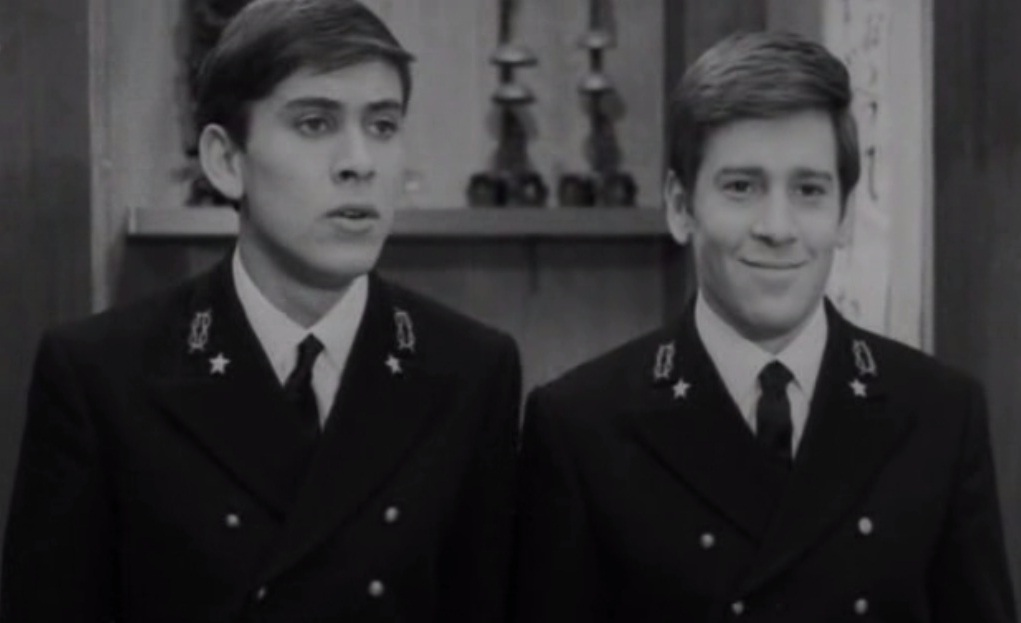
Gianni Morandi e Cerusico in Mi vedrai tornare (1966)

- Mi vedrai tornare, regia di Ettore Maria Fizzarotti (1966)
- La battaglia dei Mods, regia di Francesco Montemurro (1966)
- Maigret a Pigalle, regia di Mario Landi (1967)
- Tre notti violente, regia di Nick Nostro (1967)
- Serafino, regia di Pietro Germi (1968)
- Faustina, regia di Luigi Magni (1968)
- Nell'anno del Signore, regia di Luigi Magni (1969)
- L'invasione (L'Invasion), regia di Yves Allégret (1970)
- L'etrusco uccide ancora, regia di Armando Crispino (1972)
- Anche se volessi lavorare, che faccio?, regia di Flavio Mogherini (1972)
- No. Il caso è felicemente risolto, regia di Vittorio Salerno (1973)
- Meo Patacca, regia di Marcello Ciorciolini (1973)
- Le cinque giornate, regia di Dario Argento (1973)

Renzo Montagnani ed Enzo Cerusico in Scusi lei è normale? (1979)

- Racconti proibiti... di niente vestiti, regia di Brunello Rondi (1973)
- Occhio alla vedova, regia di Sergio Pastore (1975)
- Zorro, regia di Duccio Tessari (1975)
- Amore mio spogliati... che poi ti spiego!, regia di Fabio Pittorru e Renzo Ragazzi (1975)
- C'è una spia nel mio letto, regia di Luigi Petrini (1976)
- Scusi lei è normale?, regia di Umberto Lenzi (1979)
- Sette ragazze di classe, regia di Pedro Lazaga (1979)
- Uno scugnizzo a New York, regia di Mariano Laurenti (1984)

### Televisione
- Corri, Jimmy... Corri di C. E. Webber, regia di Alda Grimaldi, 3 episodi (1958)
- Graziella di Alphonse de Lamartine, regia di Mario Ferrero – sceneggiato TV, 4 episodi (1961)
- Rosella, da Louisa May Alcott, regia di Lelio Golletti – sceneggiato TV, 4 episodi (1964)
- Il collegio degli scandali di Arthur W. Pinero, regia di Flaminio Bollini e Carla Ragionieri (1964)
- I proverbi di tutti di Vittorio Metz, regia di Carlo Di Stefano (1964)
- I grandi camaleonti di Federico Zardi, regia di Edmo Fenoglio – miniserie TV, 8 episodi (1964)
- Le piccole volpi, regia di Vittorio Cottafavi, trasmessa il 12 novembre 1965.
- David Copperfield, da Charles Dickens, regia di Anton Giulio Majano – miniserie TV, 8 episodi (1965-1966)
- Le spie (I Spy) – serie TV, episodio 2x03 (1966)
- Addio, mia bella, addio!, da Luigi Gramegna, regia di Lino Procacci – sceneggiato TV, 2 episodi (1967)
- Il risveglio di Gianni Pollone, regia di Alda Grimaldi, 2 episodi (1967)
- Breve gloria di mister Miffin, da Allan Prior, regia di Anton Giulio Majano – miniserie TV, 4 episodi (1967)
- Il Circolo Pickwick, da Charles Dickens, regia di Ugo Gregoretti – miniserie TV, 6 episodi (1968)
- The Danny Thomas Hour – serie TV, episodio 1x21 (1968)
- Gl'innamorati di Carlo Goldoni, regia di Carlo Lodovici (1969)
- Tony e il professore (My Friend Tony) – serie TV, 16 episodi (1969)
- La camera di George di Alun Owen, regia di Carlo Quartucci (1970)
- Un'estate, un inverno, regia di Mario Caiano – telefilm, 6 episodi (1971)
- Su di giri, regia di Lino Procacci – spettacolo musicale in 3 puntate (1971)
- Dedicato a Paola, regia di Antonio Moretti, con Paola Musiani – spettacolo musicale (1972)
- La porta sul buio, regia di Dario Argento – miniserie TV, episodio Il tram (1973)
- Improvvisamente... a mezza feste, regia di Antonio Moretti – confidenze natalizie di Enzo Cerusico (1973)
- Il gran simpatico di Marcello Marchesi, regia di Beppe Recchia – biografia musicale, 4 puntate (1975)
- Fabio il minimo di Domenico Volpi, regia di Adriana Borgonovo (1977)
- Il furto della Gioconda, regia di Renato Castellani – miniserie TV, 3 puntate (1978)
- Uffa, domani è lunedì! di Paolini, Silvestri e Nicotra, regia di Gian Carlo Nicotra – varietà musicale, 10 puntate (1978)
- Al teatro con Tardieu, adattamento e regia di Silverio Blasi (1981)
- Verdi – serie TV (1982)
- Le storie degli altri, regia di Paolo Luciani (1984)
- Aeroporto internazionale – serie TV, episodio 1x03 (1985)
- L'uomo che parla ai cavalli – telefilm in 11 episodi (1986)
- L'isola del tesoro, da Robert Louis Stevenson, regia di Antonio Margheriti – miniserie TV, 5 episodi (1987)
- (Non) entrate in questa casa – gioco a premi presentato da Enzo Cerusico e Marina Viro, 25 puntate (1989)
- I ragazzi del muretto – serie TV, 14 episodi (1991)

## Doppiatori italiani
- Massimo Turci in Il gobbo, Romolo e Remo, Ercole sfida Sansone, Tre notti violente, Faustina
- Gianfranco Bellini in Pugni pupe e marinai
- Pino Locchi in Duello nella Sila
- Oreste Lionello in Sei donne per l'assassino
- Cesare Barbetti in Maigret a Pigalle

## Discografia parziale

### 45 giri
- 1973 – Er meno/Finimo qui (RCA Italiana, PM 3706) sigla del programma radiofonico "Er meno" trasmissione in onda sul Secondo Programma Radio Rai nell'estate del 1973 il pomeriggio dalle 15 alle 15,30.